# Académie bavaroise des beaux-arts
L'Académie bavaroise des beaux-arts (en allemand : Bayerische Akademie der Schönen Künste) de Munich est une association qui réunit des personnalités en vue de la vie artistique, qu'elle veut favoriser dans toute la mesure du possible.

## Tâches
L'Académie bavaroise des beaux-arts a été fondée en 1948 par l'État libre de Bavière, suivant la tradition de l'Académie royale des beaux-arts de Munich, fondée en 1808.
Elle se propose de « veiller continuellement sur le développement des arts, d'encourager chacun de la façon qui paraîtra la plus appropriée, ou de faire des propositions pour les encourager », de contribuer au débat intellectuel entre les arts et entre l'art et la société, et d'assurer la dignité de l'art.
L'Académie organise des tables rondes, des expositions, des lectures, des conférences et des concerts. Chaque année membres membres titulaires et des membres correspondants sont élus dans les quatre départements des arts visuels, de la littérature, de la musique et des arts de la scène, par ailleurs on nomme aussi des membres honoraires.
Jusqu'en 1968, l'Académie avait son siège au Palais du Prince-Charles (Prinz-Carl-Palais), après quoi elle a été provisoirement hébergée à la Karolinenplatz. Depuis 1972, elle occupe la résidence royale de Munich.
Elle décerne chaque année le Prix Ernst-von-Siemens au nom de la Fondation de musique Ernst von Siemens, parfois considéré comme le Prix Nobel de musique, et doté de 250 000 euros.

## Direction

### Présidents

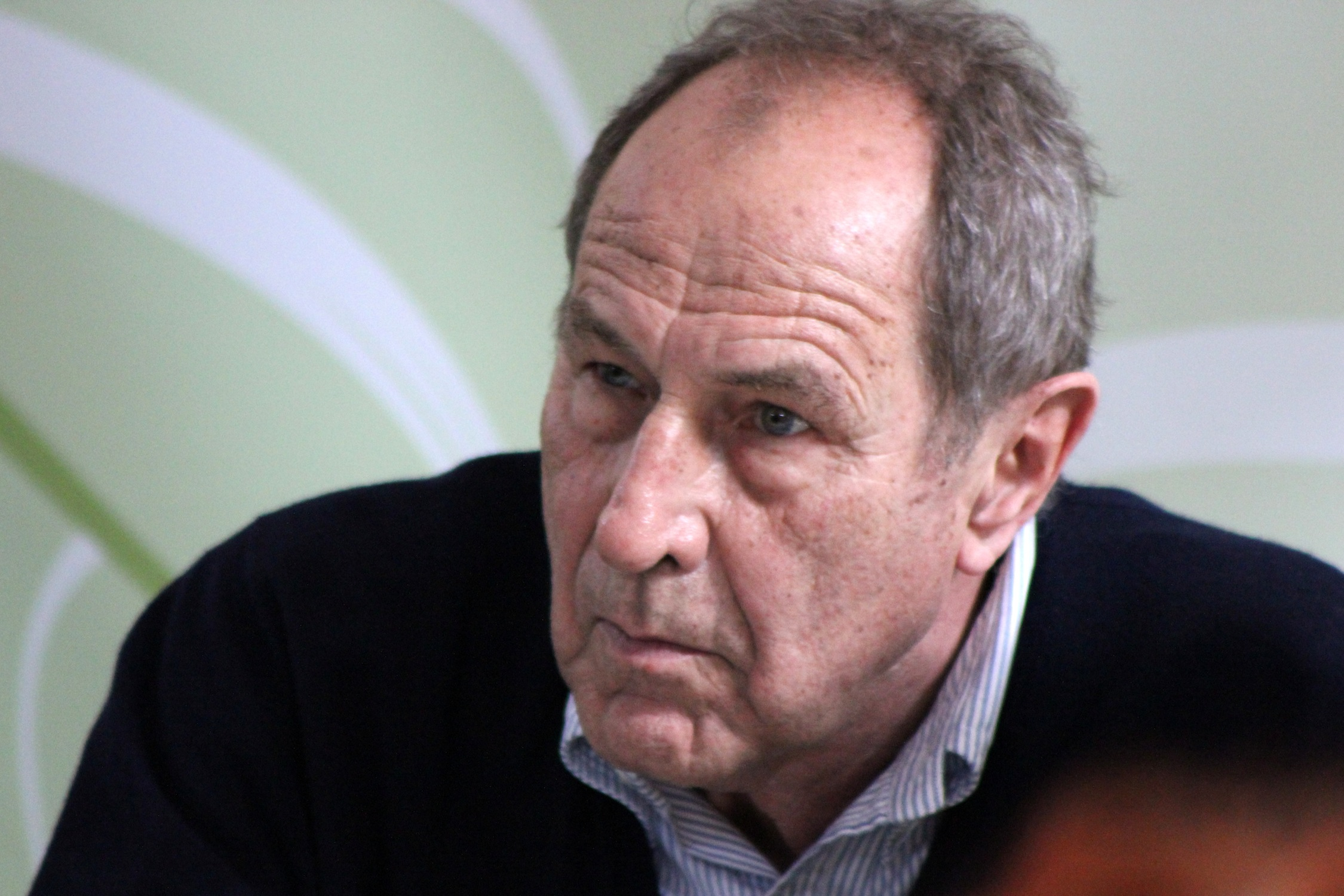
Michael Krüger, président de l'académie depuis 2013.

- 1948–1953 : Wilhelm Hausenstein
- 1953–1968 : Emil Preetorius
- 1968–1974 : Hans Egon Holthusen
- 1974–1983 : Gerd Albers
- 1983–1995 : Heinz Friedrich
- 1995–2004 : Wieland Schmied
- 2004–2013 : Dieter Borchmeyer
- depuis juillet 2013 : Michael Krüger

### Directeurs

#### Département Beaux-arts
- 1948–1955 : Rudolf Esterer
- 1956–1959 : Josef Wiedemann
- 1959–1969 : Hermann Kaspar
- 1969–1983 : Johannes Ludwig
- 1983–1992 : Gerd Albers
- 1992–1995 : Wieland Schmied
- 1995–2004 : Helmut Gebhard
- depuis 2004 : Winfried Nerdinger

#### Département Littérature
- 1948–1955 : Wilhelm Diess
- 1956–1965 : Curt Hohoff
- 1966–1968 : Hans Egon Holthusen
- 1968–1982 : Friedhelm Kemp
- 1982–1990 : Horst Bienek
- 1990–2004 : Albert von Schirnding
- 2004–2009 : Peter Horst Neumann
- 2010 : Jens Malte Fischer
- 2010–2015 : Gert Heidenreich
- depuis 2015 : Hans Pleschinski

#### Département Musique
- 1948–1955 : Walter Riezler
- 1956–1959 : Karl Höller
- 1959–1962 : Robert Heger
- 1963–1974 : Harald Genzmer
- 1974–1979 : Günter Bialas (de)
- 1980–1986 : Walter Wiora
- 1986–1992 : Karl Schumann
- 1992–2002 : Wilhelm Killmayer
- 2002–2016 : Siegfried Mauser
- depuis 2016 : Peter Michael Hamel

#### Département Arts de la scène
- depuis 1986 : Dieter Dorn

#### Département Art cinématographique et médiatique
- 2010–2015 : Edgar Reitz
- depuis 2015 : Bernhard Sinkel

### Secrétaires généraux
- 1948–1975 : Clemens von Podewils
- 1975–1986 : Karl Schumann
- 1986–2004 : Oswald Georg Bauer
- depuis 2004 : Katja Schaefer